# Esnórquel

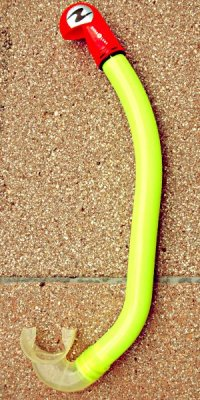
Modelo de esnórquel utilizado en la práctica del buceo.

La palabra esnórquel designa de manera general un dispositivo en forma de tubo que sirve para suministrar aire a algo (un motor, una caldera, un sistema de aireación) o a alguien (para que ese alguien pueda respirar). En el uso actual del español, esnórquel (o schnorchel) se refiere sobre todo a esto último, y más particularmente a los tubos de respiración utilizados en la práctica del buceo.
La palabra, del alemán Schnorchel a través del inglés snorkel, no está aceptada por la Real Academia Española y no aparece todavía en su Diccionario de la lengua. Su uso, sin embargo, está recomendado por el Departamento de «Español al día» de dicha Academia.

## Etimología
Originalmente el Schnorchel designaba un tubo que los submarinos alemanes de la Segunda Guerra Mundial utilizaban para alimentar en aire sus motores diésel y así poder navegar justo por debajo de la superficie, con el Schnorchel sobrepasando justo por encima del agua. Cuando navegaban en inmersión, profundamente por debajo de la superficie, los submarinos alemanes retraían su Schnorchel y pasaban entonces a impulsarse con un motor eléctrico. Más tarde, a lo largo del siglo XX, empezaron a popularizarse máscaras de buceo y cortos tubos de respiración que permiten que un nadador o un apneísta pueda respirar con la cara sumergida en superficie, recibiendo aire por su tubo respiratorio. La lengua inglesa adaptó entonces la palabra alemana Schnorchel a snorkel y por influencia del inglés el uso en lengua española de esnórquel no tardó en aparecer. Términos correctos en español son, por ejemplo, los siguientes: «tubo de buceo», «tubo de respiración», «tubo respiratorio», «tubo respirador» o sencillamente «tubo».
También se denomina incorrectamente esnórquel a cualquier tipo de tubo que permite intercambiar gases entre un objeto sumergido en el medio líquido (generalmente el agua) y la atmósfera. Hay varios tipos de tubos respiradores, dependiendo de la función específica que desempeñan: los hay para respirar por debajo del agua mientras se bucea, o para permitir la entrada de aire al motor automóvil mientras vadea un río, o los ya citados esnórqueles de los submarinos.

## Utilización en buceo libre

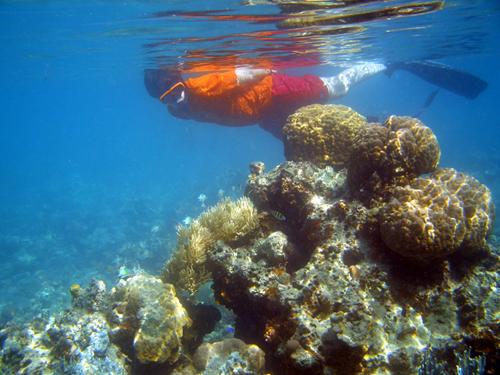
Esnorquelista en un arrecife de coral cerca de Fiyi.

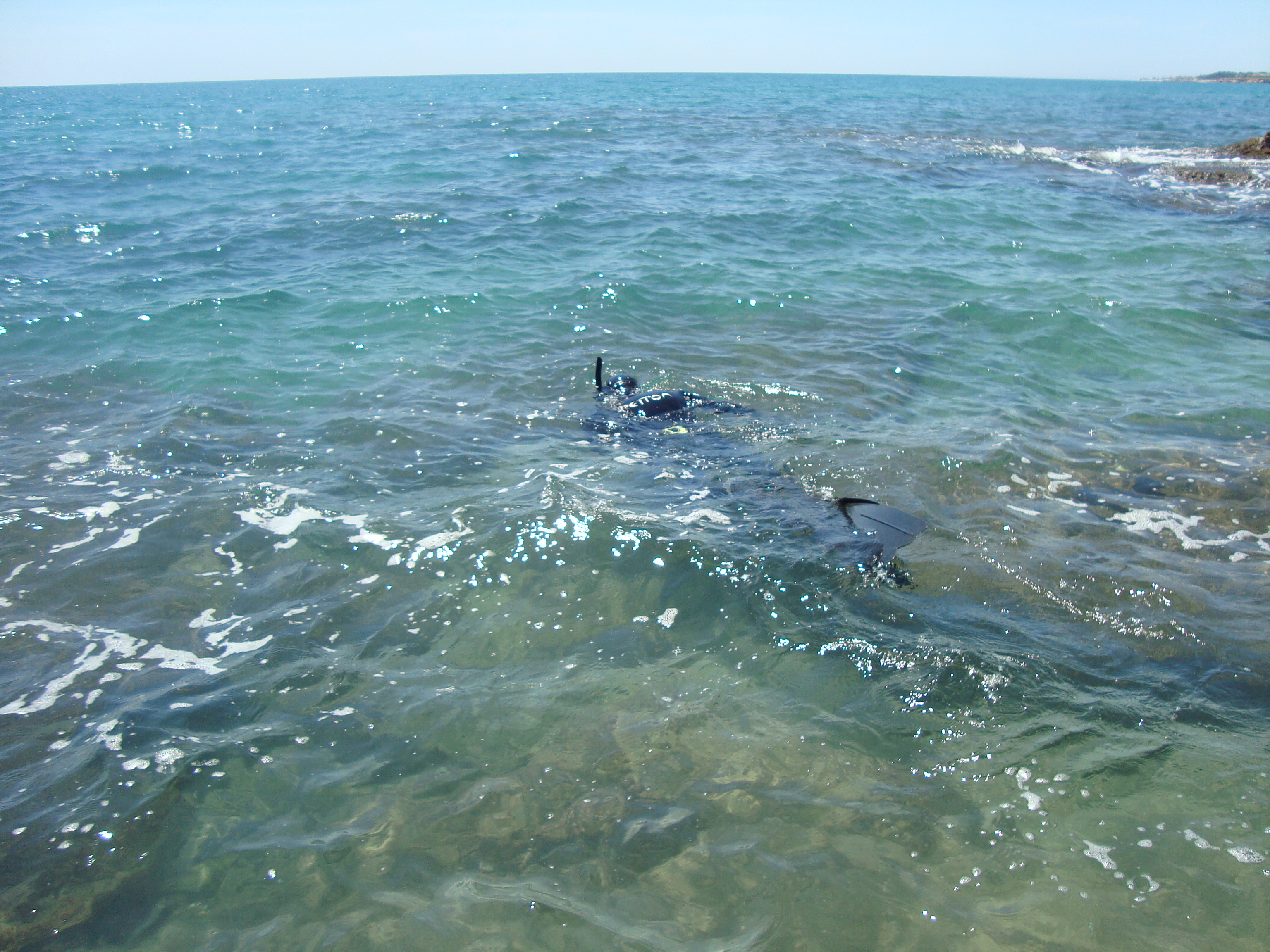
Buceador con esnórquel, costa del Azahar (España).

Sea cual sea el término que se usa para designarlo, el tubo de respiración o esnórquel suele usarse en buceo libre acoplado a una máscara de buceo colocada en el rostro para poder ver bajo el agua y a aletas de buceo colocadas en los pies para poder impulsarse. Un gancho colocado anularmente alrededor del tubo permite fijar el tubo respirador a la correa que fija la máscara a la cabeza del buceador. En el extremo inferior del tubo, una boquilla de caucho permite adaptar los dientes y la forma de la boca para poder asir de forma estanca el tubo e impedir de este modo que el nadador trague agua. En aguas frías puede ser necesario un traje de neopreno. Combinando estos elementos, el esnorquelista puede observar el mundo submarino durante largos períodos de tiempo con relativamente poco esfuerzo.

## Utilización en buceo con escafandra autónoma
Un tubo respirador es completamente inútil cuando se bucea por debajo de la superficie con escafandra autónoma (la escafandra autónoma es el dispositivo de buceo más habitual: un regulador acoplado a una o más botellas de aire comprimido). Sin embargo, los buceadores que usan escafandra autónoma se ven a veces obligados a nadar en superficie para recorrer una cierta distancia horizontal antes de sumergirse en un lugar particular, donde, por ejemplo, desean explorar un pecio en concreto o unos fondos marinos determinados. En tales casos, el uso del esnórquel o tubo respirador permite ahorrar el aire de sus botellas, pues mientras avanza en superficie el buceador está en una posición en la que su boca queda sumergida justo por debajo de la superficie, del mismo modo que lo hace un buceador libre, y necesita que se le suministre aire de una manera o de otra.
Además, si un buceador se encuentra en superficie con sus reservas de aire completamente vacías, el uso del esnórquel le permite nadar en superficie de la manera más cómoda posible durante el tiempo que necesite para volver al punto desde el que se lanzó al agua o para acostar en una playa.

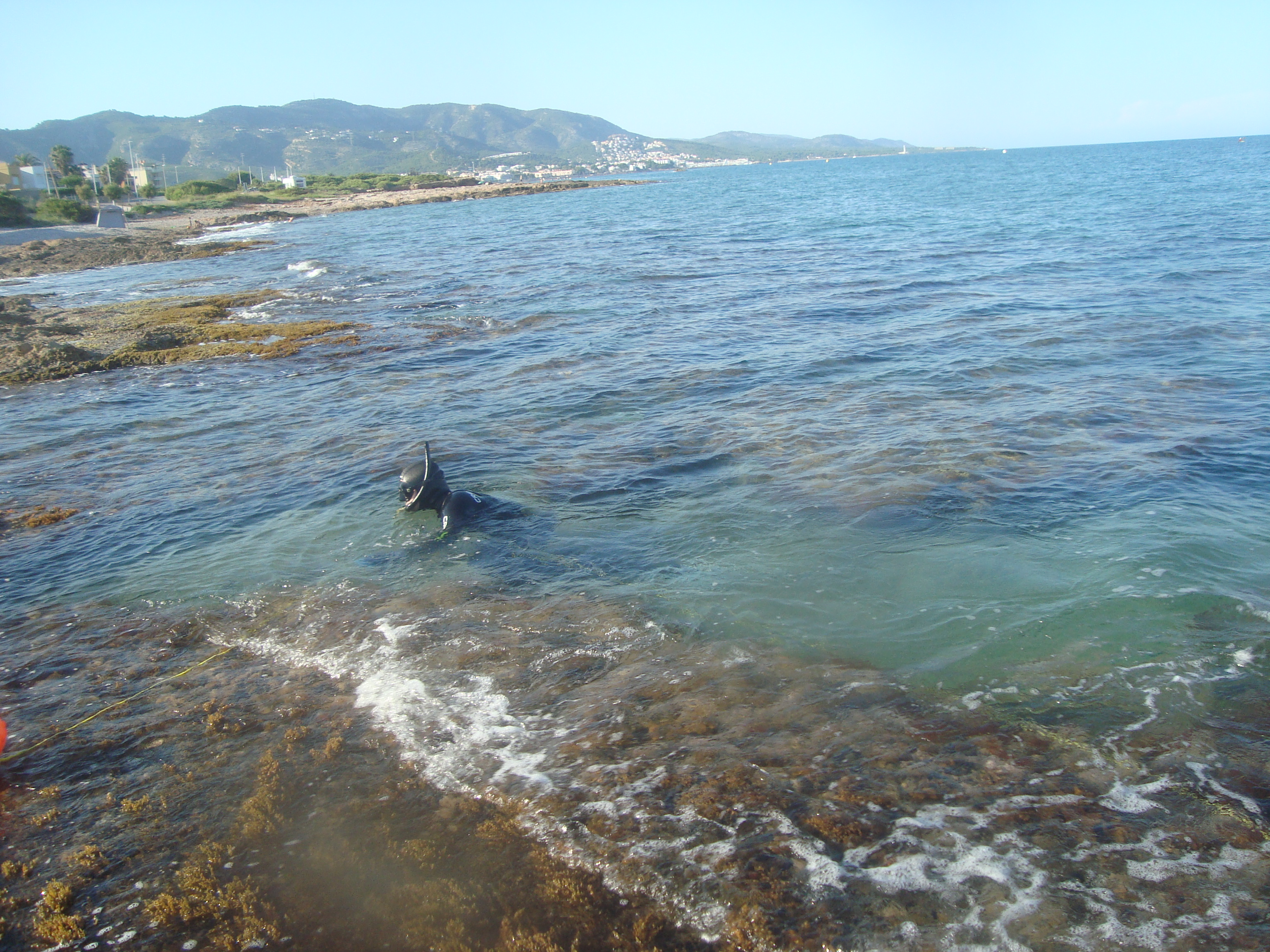
Esnórkel, deporte acuático.